# Bajramovici
Bajramovici är ett samhälle i Bosnien och Hercegovina.   Det ligger i entiteten Republika Srpska, i den östra delen av landet, 80 kilometer öster om huvudstaden Sarajevo. Bajramovici ligger 567 meter över havet och antalet invånare är 112.
Terrängen runt Bajramovici är kuperad, och sluttar norrut. Närmaste större samhälle är Srebrenica, 2,5 kilometer öster om Bajramovici. 
I omgivningarna runt Bajramovici växer i huvudsak lövfällande lövskog. Runt Bajramovici är det ganska tätbefolkat, med 67 invånare per kvadratkilometer.